# Dawid Błanik
Dawid Błanik (Jastrzębie-Zdrój, 1997. április 15. –) lengyel labdarúgó, a Korona Kielce középpályása.

## Pályafutása
Błanik a lengyelországi Jastrzębie-Zdrój városában született. Az ifjúsági pályafutását a Mikołów csapatában kezdte, majd 2011-ben a cseh Karviná akadémiájánál folytatta.
2014-ben mutatkozott be a GKS Tychy felnőtt csapatában. 2018-ban a Pogoń Szczecin szerződtette. 2019 és 2020 között az Odra Opolénél szerepelt kölcsönben. 2020-ban a GKS Bełchatów, majd 2021-ben a Sandecja Nowy Sącz csapatához igazolt. 2021. szeptember 1-jén kétéves szerződést kötött a másodosztályban szereplő Korona Kielce együttesével. Először a 2021. szeptember 18-ai, Sandecja Nowy Sącz ellen 1–0-ra elvesztett mérkőzés félidejében, Adrian Danek cseréjeként lépett pályára. Első ligagólját 2021. október 2-án, a Chrobry Głogów ellen 2–2-es döntetlennel zárult találkozón szerezte meg. A 2021–22-es szezonban feljutottak az első osztályba. Az Ekstraklasában 2022. augusztus 20-án, a Wisła Płock ellen 2–1-es vereséggel zárult bajnokin debütált.

## Statisztikák
2022. szeptember 4. szerint
| Klub                    | Szezon   | Osztály     | Bajnokság | Bajnokság | Kupa és Ligakupa | Kupa és Ligakupa | Nemzetközi | Nemzetközi | Összesen | Összesen |
| Klub                    | Szezon   | Osztály     | Meccs     | Gól       | Meccs            | Gól              | Meccs      | Gól        | Meccs    | Gól      |
| ----------------------- | -------- | ----------- | --------- | --------- | ---------------- | ---------------- | ---------- | ---------- | -------- | -------- |
| GKS Tychy               | 2014–15  | I Liga      | 1         | 0         | 0                | 0                | —          | —          | 1        | 0        |
| GKS Tychy               | 2015–16  | II Liga     | 12        | 1         | 0                | 0                | —          | —          | 12       | 1        |
| GKS Tychy               | 2016–17  | I Liga      | 9         | 0         | 0                | 0                | —          | —          | 9        | 0        |
| GKS Tychy               | 2017–18  | I Liga      | 19        | 4         | 1                | 0                | —          | —          | 20       | 4        |
| GKS Tychy               | Összesen | Összesen    | 41        | 5         | 1                | 0                | 0          | 0          | 42       | 5        |
| Pogoń Szczecin          | 2017–18  | Ekstraklasa | 6         | 0         | 0                | 0                | —          | —          | 6        | 0        |
| Pogoń Szczecin          | 2018–19  | Ekstraklasa | 8         | 0         | 1                | 0                | —          | —          | 9        | 0        |
| Pogoń Szczecin          | Összesen | Összesen    | 14        | 0         | 1                | 0                | 0          | 0          | 15       | 0        |
| Odra Opole (kölcsönben) | 2018–19  | I Liga      | 12        | 1         | 1                | 0                | —          | —          | 13       | 1        |
| Odra Opole (kölcsönben) | 2019–20  | I Liga      | 19        | 1         | 2                | 0                | —          | —          | 21       | 1        |
| Odra Opole (kölcsönben) | Összesen | Összesen    | 31        | 2         | 3                | 0                | 0          | 0          | 34       | 2        |
| GKS Bełchatów           | 2020–21  | I Liga      | 9         | 0         | 0                | 0                | —          | —          | 9        | 0        |
| Sandecja Nowy Sącz      | 2020–21  | I Liga      | 17        | 2         | 0                | 0                | —          | —          | 17       | 2        |
| Sandecja Nowy Sącz      | 2021–22  | I Liga      | 5         | 3         | 0                | 0                | —          | —          | 5        | 3        |
| Sandecja Nowy Sącz      | Összesen | Összesen    | 22        | 5         | 0                | 0                | 0          | 0          | 22       | 5        |
| Korona Kielce           | 2021–22  | I Liga      | 24        | 5         | 2                | 2                | —          | —          | 26       | 7        |
| Korona Kielce           | 2022–23  | Ekstraklasa | 3         | 2         | 1                | 0                | —          | —          | 4        | 2        |
| Korona Kielce           | Összesen | Összesen    | 27        | 7         | 3                | 2                | 0          | 0          | 30       | 9        |
| Összesen                | Összesen | Összesen    | 144       | 19        | 8                | 2                | 0          | 0          | 152      | 21       |

## Sikerei, díjai
Korona Kielce
- I Liga
  - Feljutó (1): 2021–22